# Celeste Amarilla
Celeste Josefina Amarilla Goitia (San Juan Bautista, 21 de octubre de 1964) es una abogada y política paraguaya. Desde 2023 es senadora nacional, por el Partido Liberal Radical Auténtico.
Anteriormente fue diputada nacional de 2018 a 2023, representando al distrito Capital.

## Biografía

### Vida personal y familiar
Nació el 21 de octubre de 1964 en la ciudad de San Juan Bautista, Misiones, Paraguay. Es hija de Evangelina Goitia de Amarilla y Felino Amarilla Leiva.
Contrajo matrimonio con Franklin Boccia y tiene una hija.

### Educación
Culminó sus estudios primarios y secundarios en el College de l'Inmaculee Conceptiòn de Asunción, obteniendo el título de bachiller Humanístico en 1981. En 1982, ingresó a la Facultad de Derecho, Ciencias Sociales y Políticas de la Universidad Nacional de Asunción (UNA), donde cursó el primer año. Posteriormente, retomó sus estudios de Derecho en el año 2004 en la Universidad del Norte, obteniendo el título de abogada en el año 2008. Adicionalmente, realizó un curso de posgrado en ciencias políticas en el rectorado de la UNA.

## Carrera política

### Inicios
Celeste Amarilla está afiliada al Partido Liberal Radical Auténtico desde el año 1982. Además, desempeñó un papel fundamental en la fundación de la organización juvenil del mismo partido, que todavía persiste activa bajo el nombre de Juventud Liberal Radical Auténtica (JLRA). Participó activamente en el movimiento político interno del partido conocido como Movilización Popular para el Cambio, el cual estuvo liderado por Miguel Abdón Saguier. Asimismo, ocupó la posición de directora de Hacienda en la Municipalidad de Fernando de la Mora durante la gestión del entonces intendente municipal, Julio César Franco (1991-1995).
Ha sido presidenta del Comité 28 Mcal. Estigarribia de Asunción (1995-1997); secretaria de la Niñez, Deportes y Acción Social de la Gobernación de Central (1999-2003), entre otros cargos.

### Diputada Nacional (2018-2023)
Celeste Amarilla ejerció el cargo de diputada representando al distrito Capital durante el período 2018-2023.
En colaboración con Enrique Mineur, en octubre de 2022, propuso un proyecto de ley destinado a la creación del distrito y municipio de Coronel Luis Irrazábal, Pozo Colorado, situado en el Departamento de Presidente Hayes, junto con el establecimiento de una municipalidad con sede en la localidad de Pozo Colorado. De igual manera, presentó de manera conjunta con varios diputados de su partido un proyecto de ley orientado a prevenir y sancionar conductas ilícitas relacionadas con la legitimación de capitales o bienes.
En el año 2020, Amarilla se vio suspendida de sus funciones parlamentarias y privada de su remuneración por la Cámara Baja, tras una votación con 47 votos a favor. Esta sanción se originó a raíz de sus afirmaciones acerca de la supuesta compra de escaños legislativos mediante fondos ilícitos, en las cuales mencionó que alrededor de 70 parlamentarios habrían adquirido sus cargos de manera cuestionable. La solicitud de sanción fue promovida por el político colorado Basilio Núñez («Bachi»).
Amarilla también desempeñó un papel destacado como portavoz en la solicitud de un juicio político al ministro de la Corte Suprema de Justicia, Antonio Fretes, quien enfrentaba acusaciones de nexos con Kassem Mohamad Hijazi, sujeto posteriormente extraditado a los Estados Unidos. Su posición al respecto atrajo críticas de ciertos legisladores que salieron en defensa del ministro cuestionado.

### Senadora Nacional (2023-)
En las elecciones generales de 2023 fue electa senadora nacional, cargo que ejerce desde el 30 de junio de ese año.